# Jabłoń-Dąbrowa
Jabłoń-Dąbrowa – wieś w Polsce położona w województwie podlaskim, w powiecie wysokomazowieckim, w gminie Nowe Piekuty.
W latach 1975–1998 miejscowość administracyjnie należała do województwa łomżyńskiego.
Wierni kościoła rzymskokatolickiego należą do parafii św. Apostołów Piotra i Pawła w Jabłoni Kościelnej.

## Historia wsi
Założona w XV lub XVI w. Tworzyła okolicę szlachecką Jabłoń wzmiankowaną w XV w. Wsie rozróżnione drugim składnikiem nazwy.
Jablonia Dambrowka wzmiankowana w 1569. Nazwa wsi pochodzi od słowa dąbrowa, czyli las dębowy. W 1580 podatek płacili: Matys i Szczepan Jabłońscy, ich brat Paweł (5 włók), Adam Śliwowski (1 włóka), Tomasz Rządcza (2 i pół morgi). Paweł ze względu na pożar w gospodarstwie nie płacił podatku ze swojej części.
Obok istniał przysiółek Jabłoń Zgniła o powierzchni pół włóki. Z czasem te dwie części stały się jedną miejscowością o nazwie: Jabłonie Dąbrowa Zgniła lub Dąbrowa Zgniła Jabłoń.
Mieszkający w sąsiednich wsiach Jabłońscy pieczętowali się herbem Jasieńczyk. Drobnoszlacheccy właściciele z tej wsi używali herbu Dąbrowa. Zapewne pierwotnie byli Jasieńczykami, lecz z nieznanych powodów w XVI wieku ta gałąź Jabłońskich przyjęła herb Dąbrowa.
W spisie podatkowym z 1629 r. Dąbrowa-Zgniła. Dziedzicami byli: Stanisław i Mateusz (Mathiae), Wojciech Brzozowski, Marcin Jabłoński, Piotr i Adam, Adam i Stanisław, Wojciech i Wawrzyniec, Wojciech Proszeński oraz Jaros Zarzecki. Mieszkały tu też dwie rodziny chłopskie. Kolejny spis wymienia: Stanisława i Mateusza z inszemi cześnikami.
W 1658 Stanisław Jabłoński, komornik ziemski bielski, dziedziczył na Jabłoni-Dąbrowie i Dobkach.
W spisach podatkowych ziemi bielskiej z 1676 roku – Jabłonie Dąbrowa Zgniła. Na mapach Podlasia z końca XVIII wieku – Dąbrowa Zgniła Jabłoń.
W roku 1827 wieś liczyła 31 domów i 150 mieszkańców. Pod koniec XIX w. wieś należała do powiatu mazowieckiego, gmina Piekuty, parafia Jabłoń. Domów 31, grunty rolne o powierzchni 465 morgów.
W 1921 roku we wsi naliczono 38 domów oraz 206 mieszkańców (wśród nich jeden prawosławny i 6 żydów).
Ochotnicza Straż Pożarna w Jabłoni-Dąbrowie powstała w 1974 roku. Należy do niej 20 strażaków.
W roku 2006 miejscowość liczyła 36 domów i 162 mieszkańców.